# Paramonecphora binotata
Paramonecphora binotata är en insektsart som först beskrevs av William Lucas Distant 1878.  Paramonecphora binotata ingår i släktet Paramonecphora och familjen spottstritar. Inga underarter finns listade i Catalogue of Life.